# El Rincón, Acapulco de Juárez
El Rincón är en ort i Mexiko.   Den ligger i kommunen Acapulco de Juárez och delstaten Guerrero, i den södra delen av landet, 290 km söder om huvudstaden Mexico City. El Rincón ligger 72 meter över havet och antalet invånare är 389.
Terrängen runt El Rincón är platt söderut, men norrut är den kuperad. Runt El Rincón är det tätbefolkat, med 397 invånare per kvadratkilometer. Närmaste större samhälle är Aguas Calientes, 2,4 km söder om El Rincón. Omgivningarna runt El Rincón är en mosaik av jordbruksmark och naturlig växtlighet.